# 岩棚

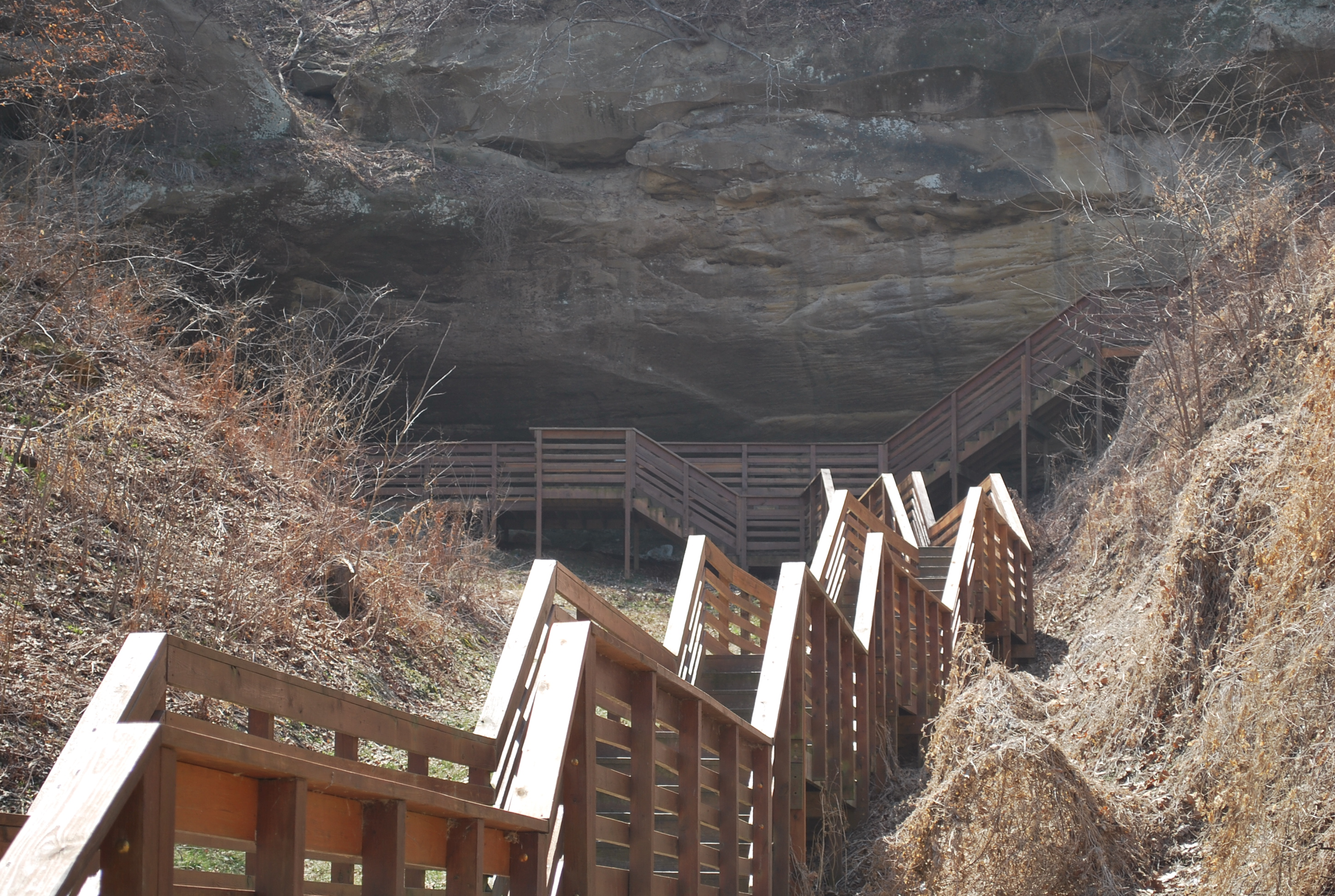
印第安洞穴州立公园得名于这个岩棚。

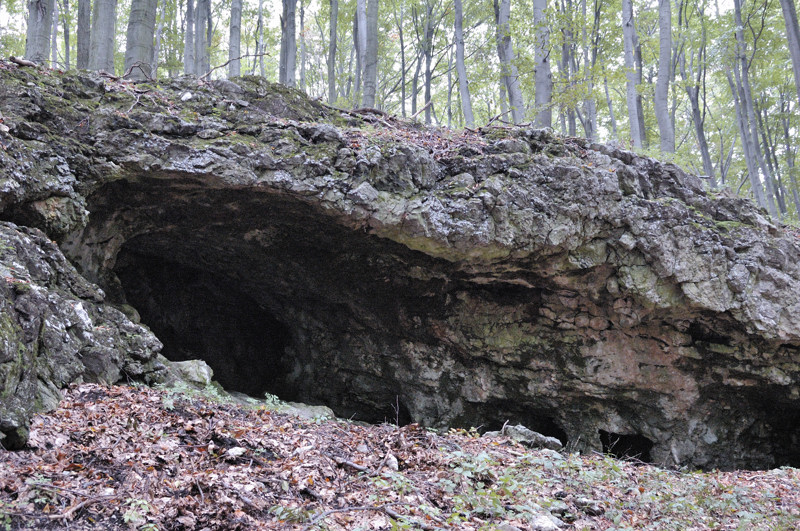
小喀爾巴阡山脈的岩棚

岩棚（英語：Rock shelter）是由不溶性（英語：insoluble）岩石中的基岩侵蝕而產生。常見的情況是砂岩等耐侵蝕岩石覆蓋頁岩或其他相對較不耐侵蝕的岩石。地表風化或溪流作用會磨損頁岩，將其切割至山坡側。砂岩被留下成為岩棚的頂蓋。許多岩棚是重要的考古或歷史遺址。